# Adrián Vázquez Lázara
Adrián Vázquez Lázara (Madrid, 5 maggio 1982) è un politico spagnolo.
Iscritto a Ciudadanos, è parlamentare europeo e presidente della Commissione giuridica del Parlamento europeo dal 2020.

## Carriera
Nato a Madrid nel 1982, è laureato in relazioni internazionali all'Università di Warwick, in Inghilterra.
Già coordinatore per le attività internazionali ed europee di Ciudadanos, si candida alle elezioni europee del 2019 e risulta eletto al Parlamento europeo rientrando però tra i 5 parlamentari spagnoli sospesi che sarebbero entrati incarica solo dopo l'uscita del Regno Unito dall'Unione europea e conseguentemente la cessazione dalla carica dei parlamentari britannici. Entra in Parlamento europeo quindi il 1 febbraio 2020.
Pochi giorni dopo, il 17 febbraio, viene eletto presidente della Commissione giuridica del Parlamento europeo, carica rimasta vacante a seguito della Brexit poiché ricoperta dalla britannica Lucy Nethsingha.